# Puig de Sant Dalmau
El Puig de Sant Dalmau és una muntanya de 363 metres que es troba al municipi de Palol de Revardit, a la comarca del Pla de l'Estany. Al cim podem trobar-hi un vèrtex geodèsic (referència 304094001).